# Eurypatagidae
Famille
Les Eurypatagidae sont une famille d'oursins de l'ordre des Spatangoida.

## Description et caractéristiques
Ce sont de petits oursins irréguliers en forme de cœur vu du dessus. Une large bouche filtreuse est située sur la face inférieure de l'animal, et l'anus en position terminale arrière. Ils sont couverts de radioles (piquants) courtes et peu piquantes, et vivent enterrés dans le sédiment, qu'ils filtrent pour se nourrir : ils sont rarement aperçus vivants, mais leurs squelettes (« tests ») sont parfois retrouvés sur les plages.
Cette famille se distingue au sein de son groupe sa plaque sternale triangulaire et son fasciole subanal en forme d'écu. 

## Liste des genres
Selon World Register of Marine Species (7 juin 2014) :
- genre Elipneustes Koehler, 1914 -- 2 espèces (Océan Indien)
- genre Eurypatagus Mortensen, 1948c -- 3 espèces (Indo-Pacifique)
- genre Linopneustes A. Agassiz, 1881 -- 6 espèces (Amérique)
- genre Paramaretia Mortensen, 1950b -- 3 espèces (Pacifique ouest)
- genre Platybrissus Grube, 1866 -- 2 espèces (Pacifique ouest)

Eurypatagus grandiporus.
Linopneustes brachypetalus.
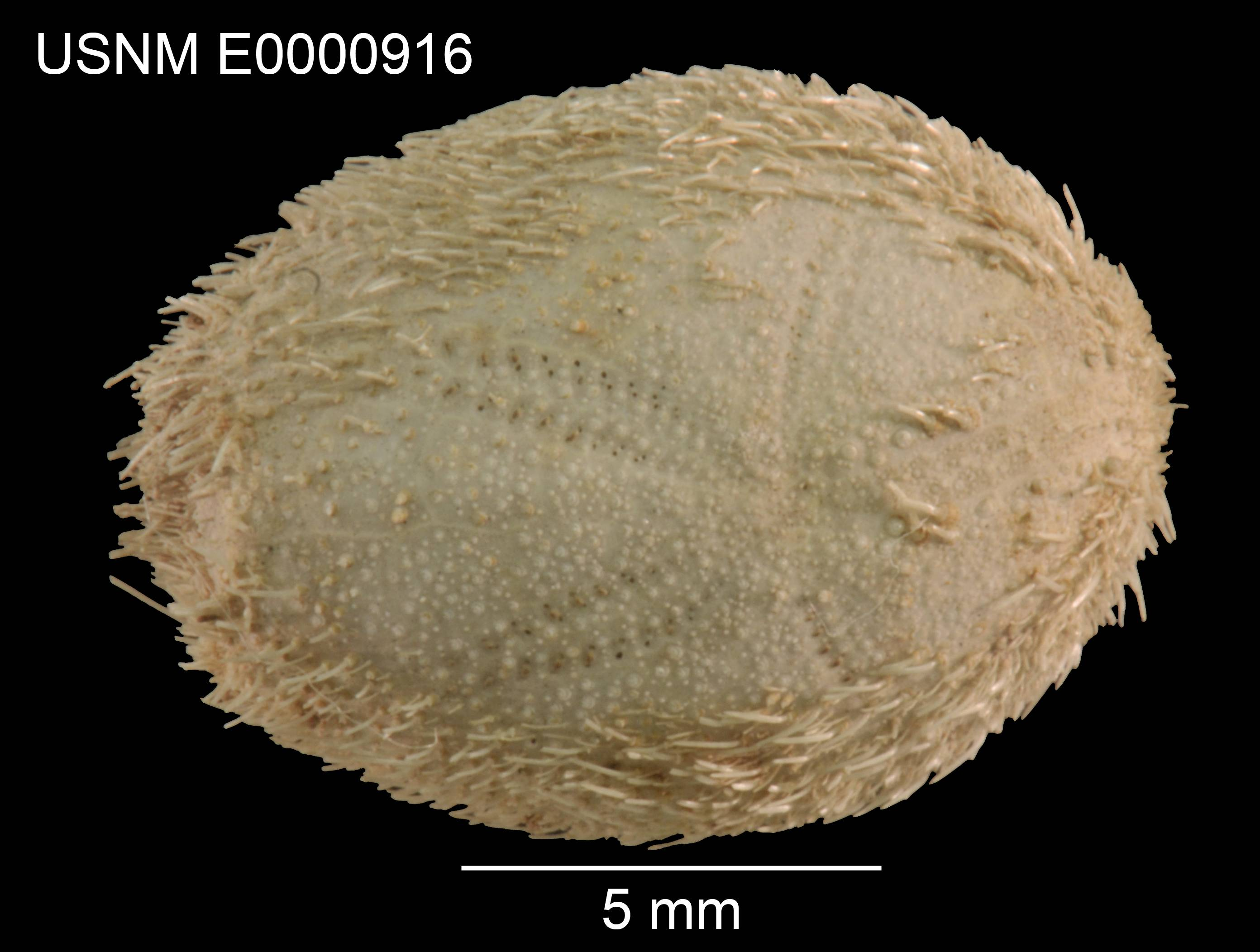
Paramaretia tuberculata.